# Grafschaft Beaumont-le-Roger
Die Grafschaft Beaumont-le-Roger heißt eigentlich Grafschaft Beaumont; der Zusatz ist lediglich eine Erweiterung des Namens des Hauptortes Beaumont-le-Roger nach Roger de Beaumont, dem ersten Herren von Beaumont, dient aber auch dazu, die Grafschaft Beaumont-le-Roger von anderen Lehen, vor allem der Grafschaft Beaumont-sur-Oise zu unterscheiden, zumal beide zeitweise im Besitz derselben Person waren.
Beaumont war ein Lehen, das im 11. Jahrhundert von den Herren von Pont-Audemer gehalten wurde. Im 12. Jahrhundert ging es an die Grafen von Meulan und wurde 1203 vom französischen König Philipp II. August im Zusammenhang mit der Rückeroberung der Normandie durch die Franzosen besetzt und eingezogen. König Ludwig IX. kaufte dem Erben des Herren von Beaumont 1255 dessen formelle Ansprüche auf das Lehen ab.
Beaumont wurde anschließend an Ludwig von Évreux (1298) und Robert III. von Artois vergeben. 1329 wurde Beaumont zur Grafschaft erhoben. Mit der Verurteilung Roberts III. wegen einer Urkundenfälschung im Zusammenhang mit Erbschaftsstreitigkeiten um die Grafschaft fiel Beaumont wieder an die Krone.
1344 wurde die Grafschaft an Philipp von Valois gegeben, der dafür auf die zunächst ihm zugedachte Dauphiné verzichtete. 1354 musste er die Grafschaft wieder aufgeben, der diese im Vertrag von Mantes an Karl II. den Bösen, König von Navarra, abtreten musste. In den Wirren der Folgejahre wurde die Grafschaft wieder konfisziert. Durch den Vertrag von Calais 1360 erhielt Karl der Böse die Grafschaft zurück und reichte sie an seinen Bruder Ludwig von Navarra weiter, der Beaumont bald an König Karl V. verpfändete. 1375 erhielt Ludwigs Sohn Karl der Edelmütige, ältester Sohn Karls des Bösen, anlässlich seiner Heirat mit Leonore von Kastilien die Grafenwürde von Beaumont, doch wurde er am französischen Hof festgehalten und Beaumont eingezogen und der Krondomäne eingegliedert. 1404 verzichtete Karl der Edelmütige formell auf die Grafschaften Beaumont-le-Roger und Évreux und erhielt dafür das Herzogtum Nemours.
Während Beaumont 1417 bis 1448 englisch besetzt war, führte Richard, Herzog von York den Grafentitel von Beaumont-le-Roger. Nach der französischen Rückeroberung durch König Karl VII. wurde Beaumont endgültig der Krondomäne eingegliedert.

## Herren und Grafen von Beaumont

### Haus Beaumont
- vor 1066–1094: Roger der Bärtige († 1094), Herr von Beaumont und Pont-Audemer; ⚭ Adeline de Meulan († 1081), Schwester von Graf Hugo II.
- 1094–1118:Robert I. de Beaumont († 1118), Rogers Sohn, Herr von Beaumont und Pont-Audemer, 1081 Graf von Meulan, 1107 Earl of Leicester; ⚭ Elisabeth von Vermandois († 1131), Dame d’Elbeuf, Tochter des Grafen Hugo (Kapetinger) und der Adelheid von Vermandois (Karolinger)
- 1118–1166: Galéran IV. (Walram IV.) (* 1104; † 1166), Sohn Roberts I., Graf von Meulan, Herr von Beaumont und Pont-Audemer, 1138 Earl of Worcester; ⚭ Agnes von Montfort, Tochter des Amaury III. von Montfort, Graf von Évreux, und Agnes de Garlande
- 1166–1204: Robert II. († 1204), Sohn Galérans IV., Graf von Meulan, 1204 abgesetzt; ⚭ Mathilde von Cornwall, Tochter des Earl Reinald (Reginald), einem unehelichen Sohn des englischen Königs Heinrich I.
  - Galéran V. de Beaumont († 1190/91), Sohn Roberts II., 1183 Mitgraf von Meulan, ⚭ Marguerite de Fougères
    - Robert, Herr von Pont-Audemer, Sohn Galérans V.
    - Raoul (Rudolf), Sohn Galérans V., verzichtet 1255 auf Beaumont

- 1203–1206: Guido IV., Herr von La Roche-Guyon, Schwager Galérans V., 1203 Herr von Beaumont

(1206–1298: Domaine royal)

### Haus Frankreich-Évreux
- 1298–1310: Ludwig (* 1276; † 1319), Sohn des Königs Philipp III., 1284 Graf von Beaumont-sur-Oise, 1298 Graf von Évreux und Herr von Beaumont

### Haus Frankreich-Artois
- 1310–1331: Robert III. von Artois (* 1287; † 1342), 1310 Herr, ab 1329 Graf von Beaumont, 1331 enteignet

(1331–1344: Domaine royal)

### Haus Valois
- 1344–1354: Philipp von Valois (* 1336; † 1375), Sohn des Königs Philipp VI., 1344 Herzog von Orléans und Graf von Beaumont

### Haus Frankreich-Évreux
- 1354–1358: Karl II. der Böse (* 1332; † 1387), 1343 Graf von Évreux, 1349 König von Navarra, 1354 Graf von Beaumont

(1358–1360: Domaine royal)
- 1360–1375: Ludwig von Navarra († 1376), Bruder Karls II., Graf von Beaumont, verpfändete Beaumont an König Karl V. von Frankreich
- 1375: Karl der Edelmütige (* 1361; † 1425), Sohn Karls II., Graf von Beaumont, verzichtete 1404 auf Beaumont

(ab 1375: Domaine royal)
- Anne de Maulmont († nach 1510), Erbin der Grafschaft Beaumont-le-Roger, Tochter von Guy, Seigneur de Saint-Quentin und Jeanne bâtarde d’Alençon
- Bérault Stuart d’Aubigny († 1508), deren Ehemann, Seigneur und ab 4. August 1495 Graf von Beaumont-le-Roger (uxor nomine) (Stammliste des Hauses Stewart)
- Anne Stuart († 1527), deren Tochter
- Robert Stuart d’Aubigny († 1544), deren Ehemann, Marschall von Frankreich, genannt le Maréchal d'Aubigny, Seigneur d’Aubigny, Comte de Beaumont-le-Roger

### La Tour d’Auvergne
Als Entschädigung für das besetzte Herzogtum Bouillon und Fürstentum Sedan erhielten die La Tour d’Auvergne 1651 die Grafschaft Beaumont-le-Roger
- 1651–1652: Frédéric Maurice (1605–1652), 6. Herzog von Bouillon, 5. Fürst von Sedan, 1651 Duc d’Albret et de Château-Thierry, Comte d’Auvergne, d’Évreux et de Beaumont-le-Roger

- 1652–1721: Godefroy Maurice (1636–1721), 1652 2. Duc d’Albret et de Château-Thierry, Comte d’Auvergne, d’Évreux et de Beaumont-le-Roger, 1665 Pair de France, 1678 7. Duc de Bouillon
- 1721–1730: Emmanuel Théodose (1668–1730) 1696 8. Herzog von Bouillon, 1721 3. Duc d’Albret et de Château-Thierry, Comte d’Auvergne, d’Évreux et de Beaumont-le-Roger, Pair de France
- 1730–1771: Charles Godefroi (1706–1771), 9. Herzog von Bouillon, 4. Duc d’Albret et de Château-Thierry, Pair de France etc.
- 1771–1791: Godefroi Charles Henri (1728–1792), bis 1791 10. Herzog von Bouillon, 5. Duc d’Albret et de Château-Thierry, Pair de France